# Каноас
Каноас (порт. Canoas) — муниципалитет в Бразилии, входит в штат Риу-Гранди-ду-Сул. Составная часть мезорегиона Агломерация Порту-Алегри. Входит в экономико-статистический микрорегион Порту-Алегри. Население составляет 326 458 человек на 2007 год. Занимает площадь 131,097 км². Плотность населения — 2 490,2 чел./км².

## История
Город основан 27 июня 1939 года.

## Статистика
- Валовой внутренний продукт на 2005 год составляет 9 376 153 mil реалов (данные: Бразильский институт географии и статистики).
- Валовой внутренний продукт на душу населения на 2005 год составляет 28 484,00 реалов (данные: Бразильский институт географии и статистики).
- Индекс развития человеческого потенциала на 2000 год составляет 0,815 (данные: Программа развития ООН).

## География
Климат местности: субтропический. В соответствии с классификацией Кёппена, климат относится к категории Cfa.

## Галерея

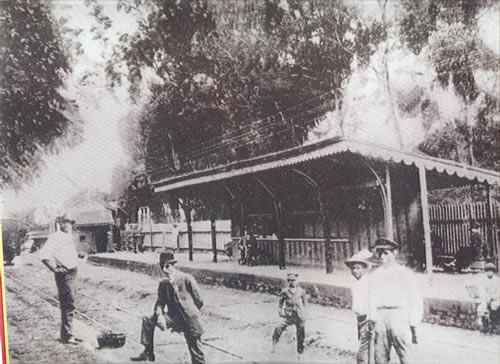
Вокзал
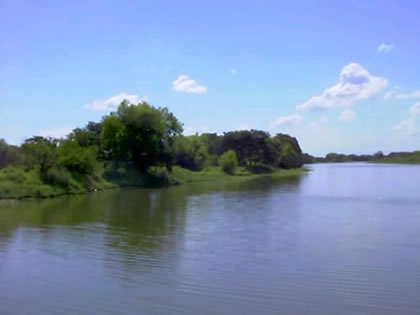
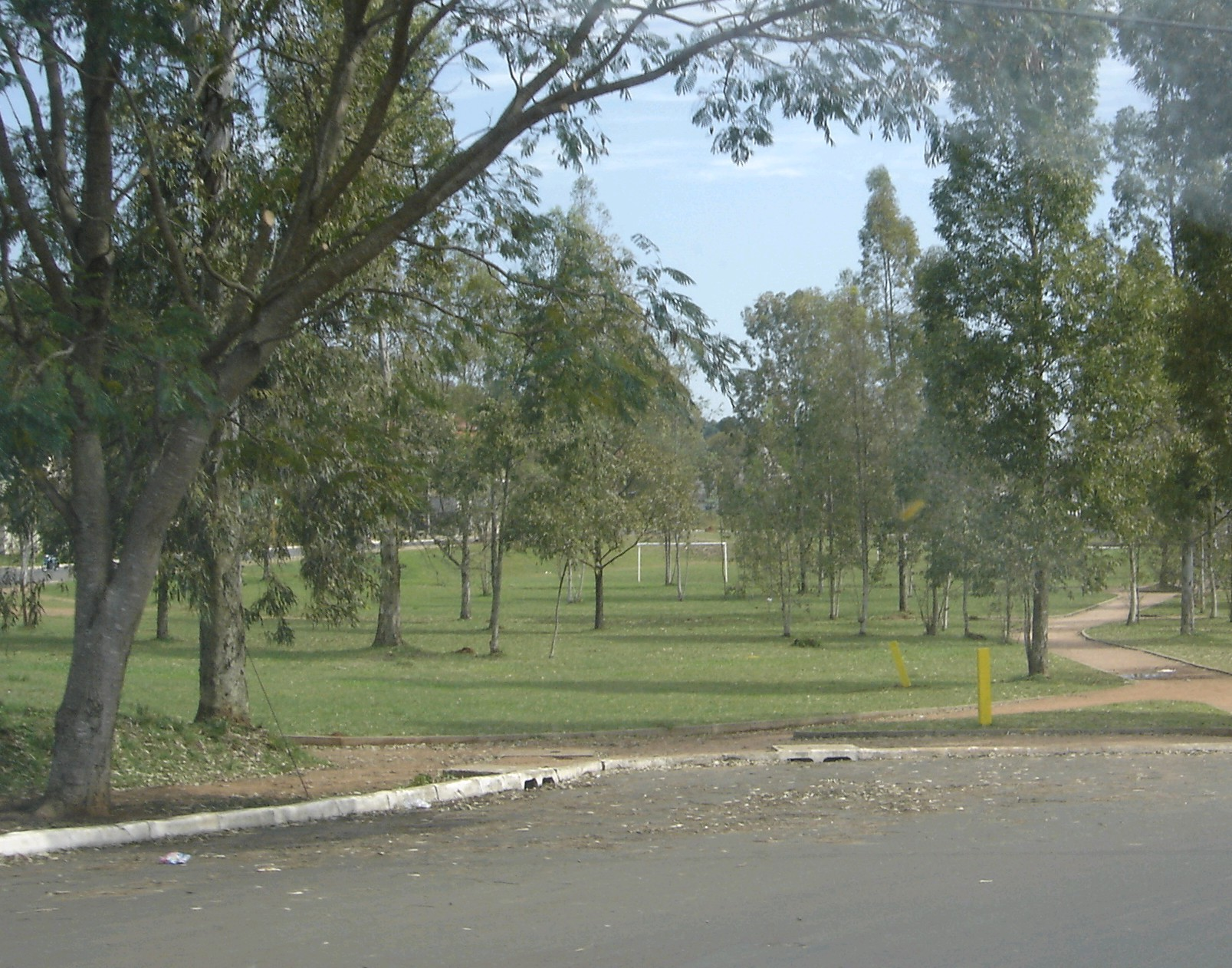
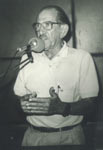
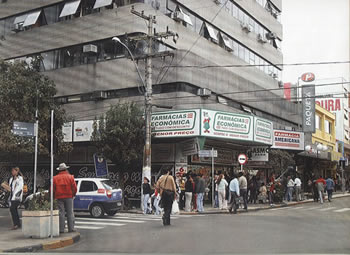
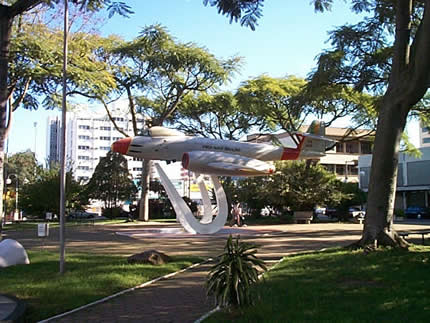
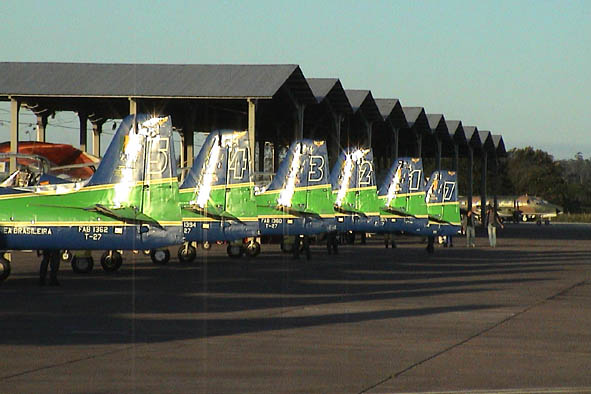
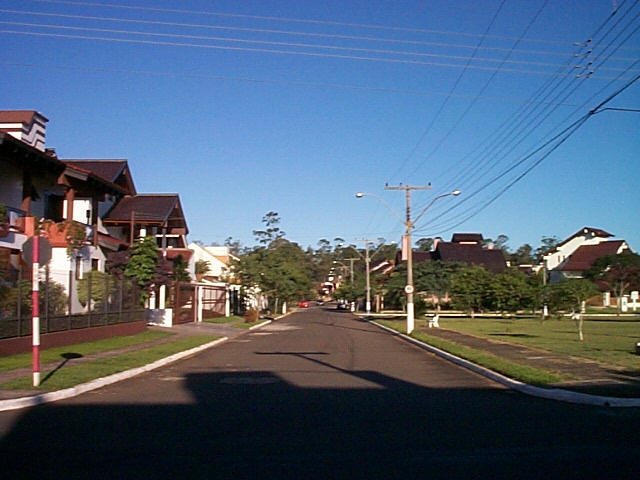
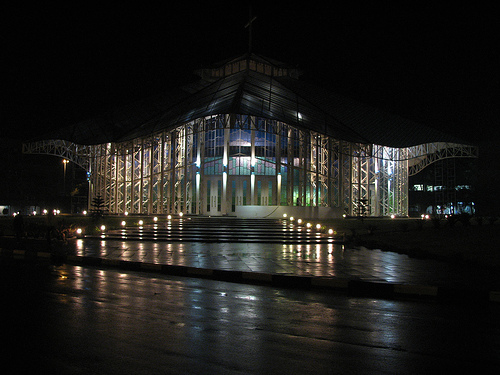
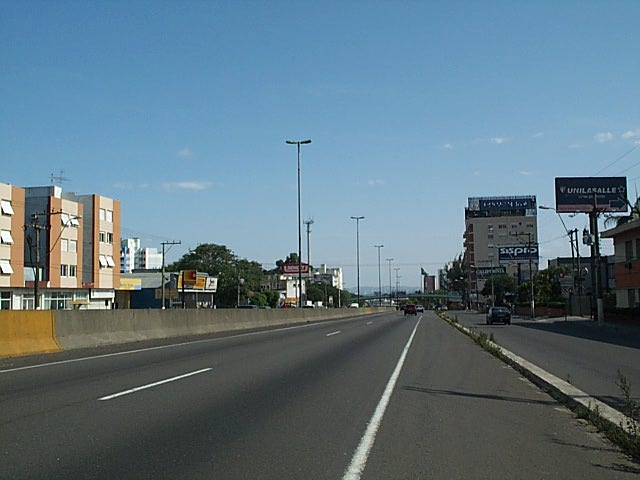
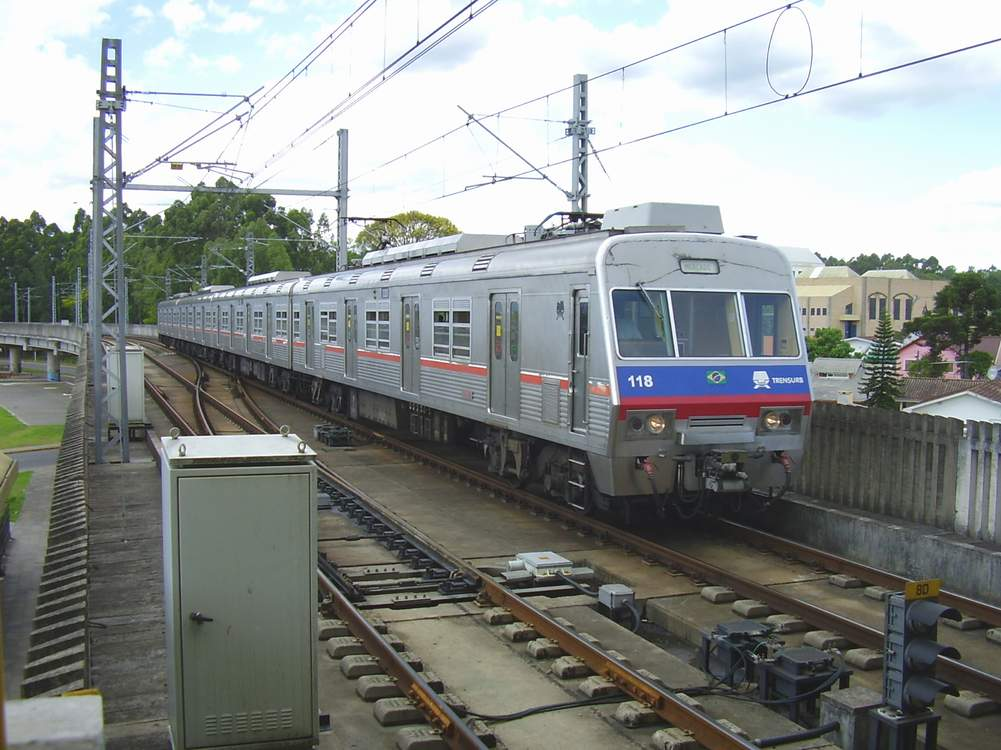
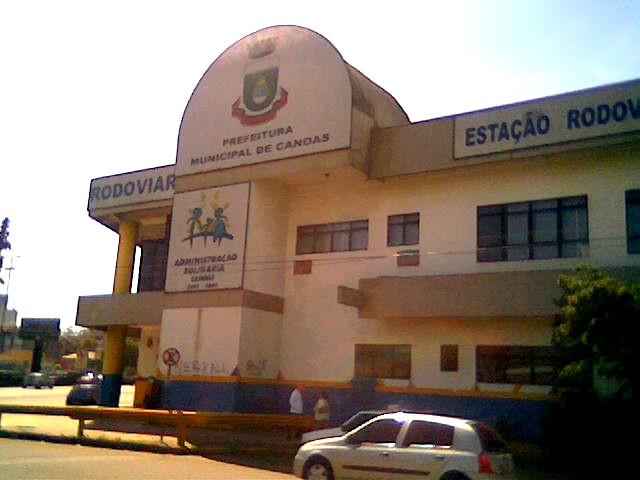
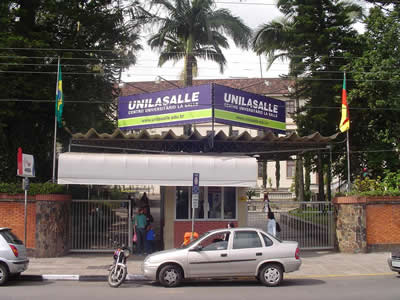
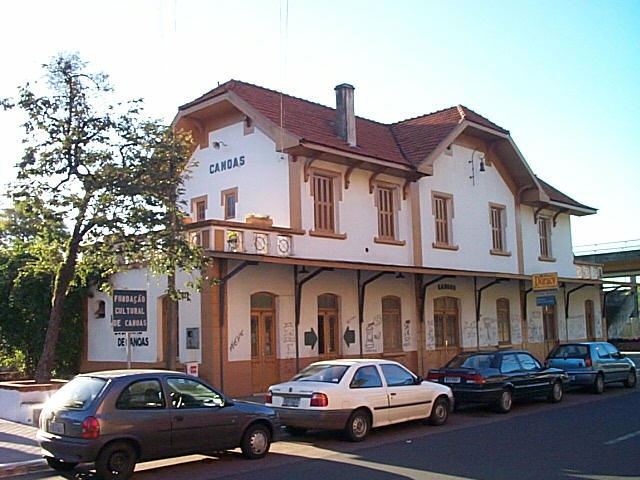
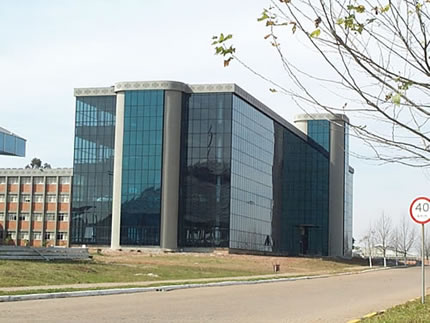
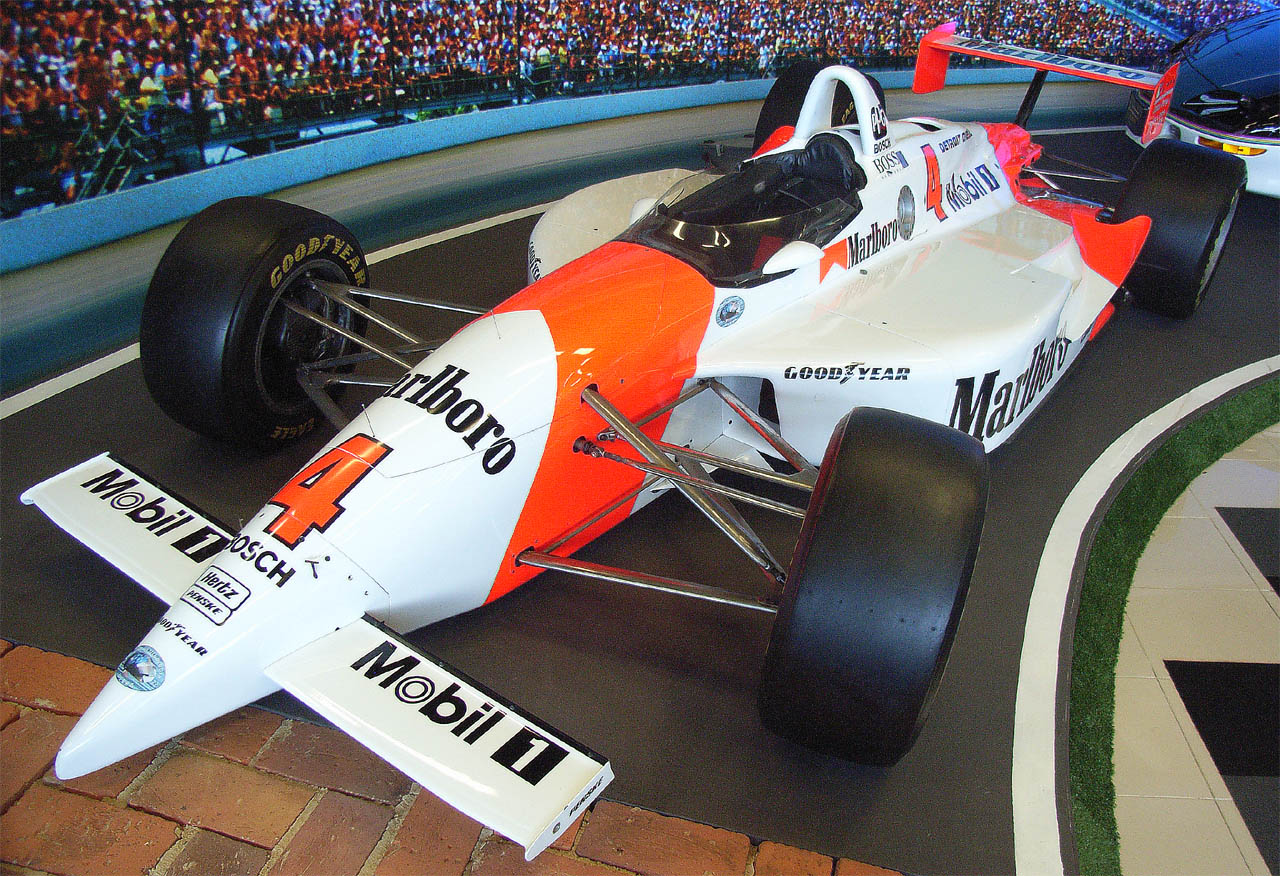
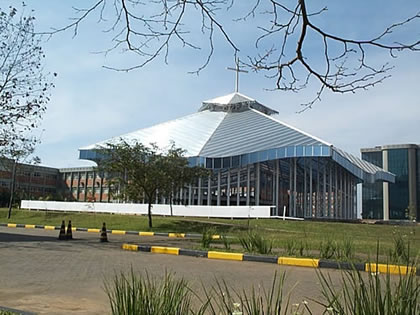
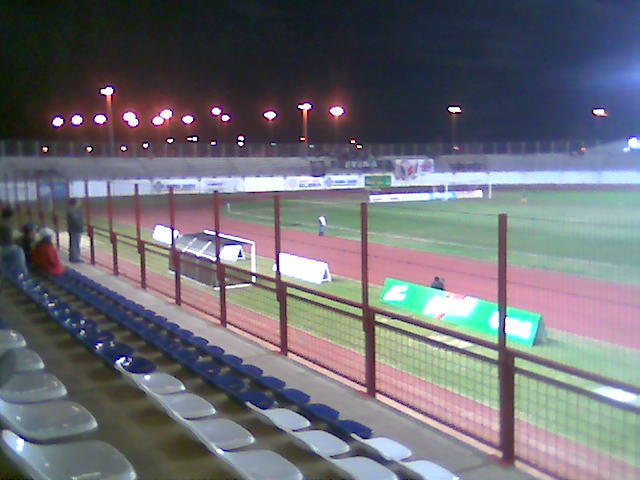
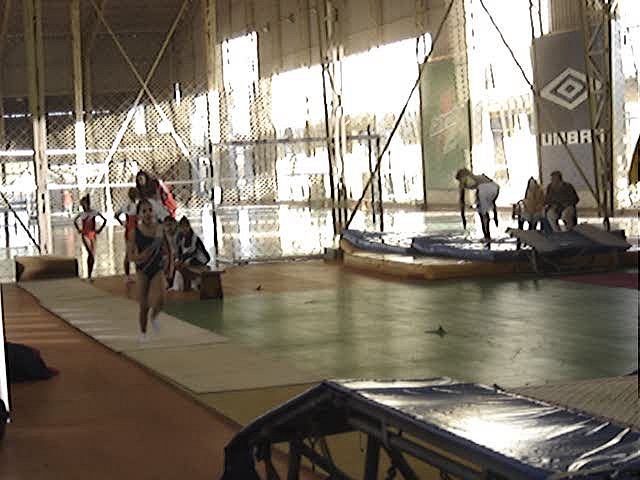
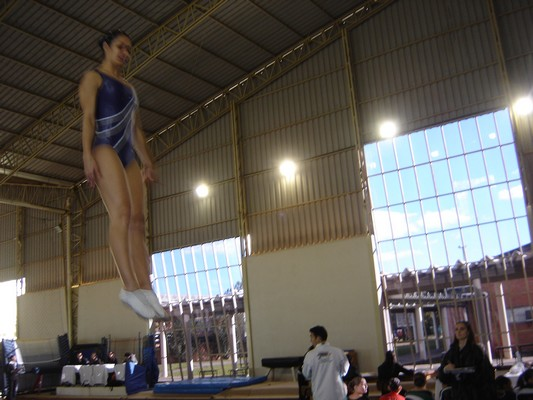
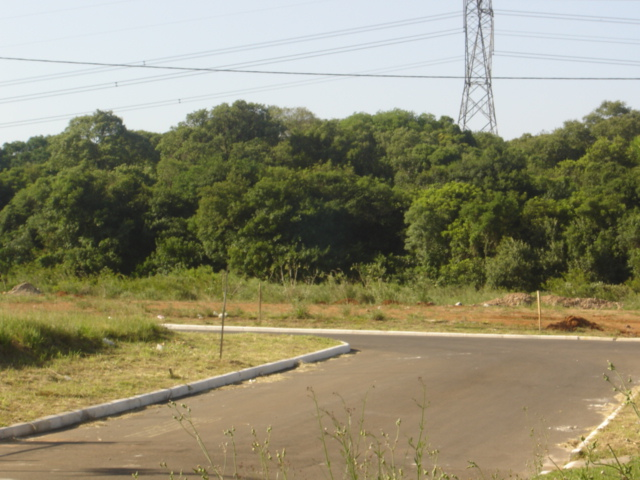
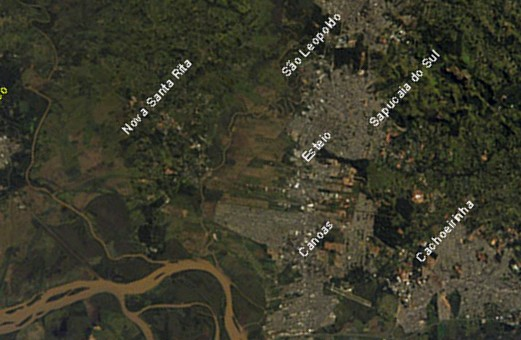